# 빅토리아 버트리

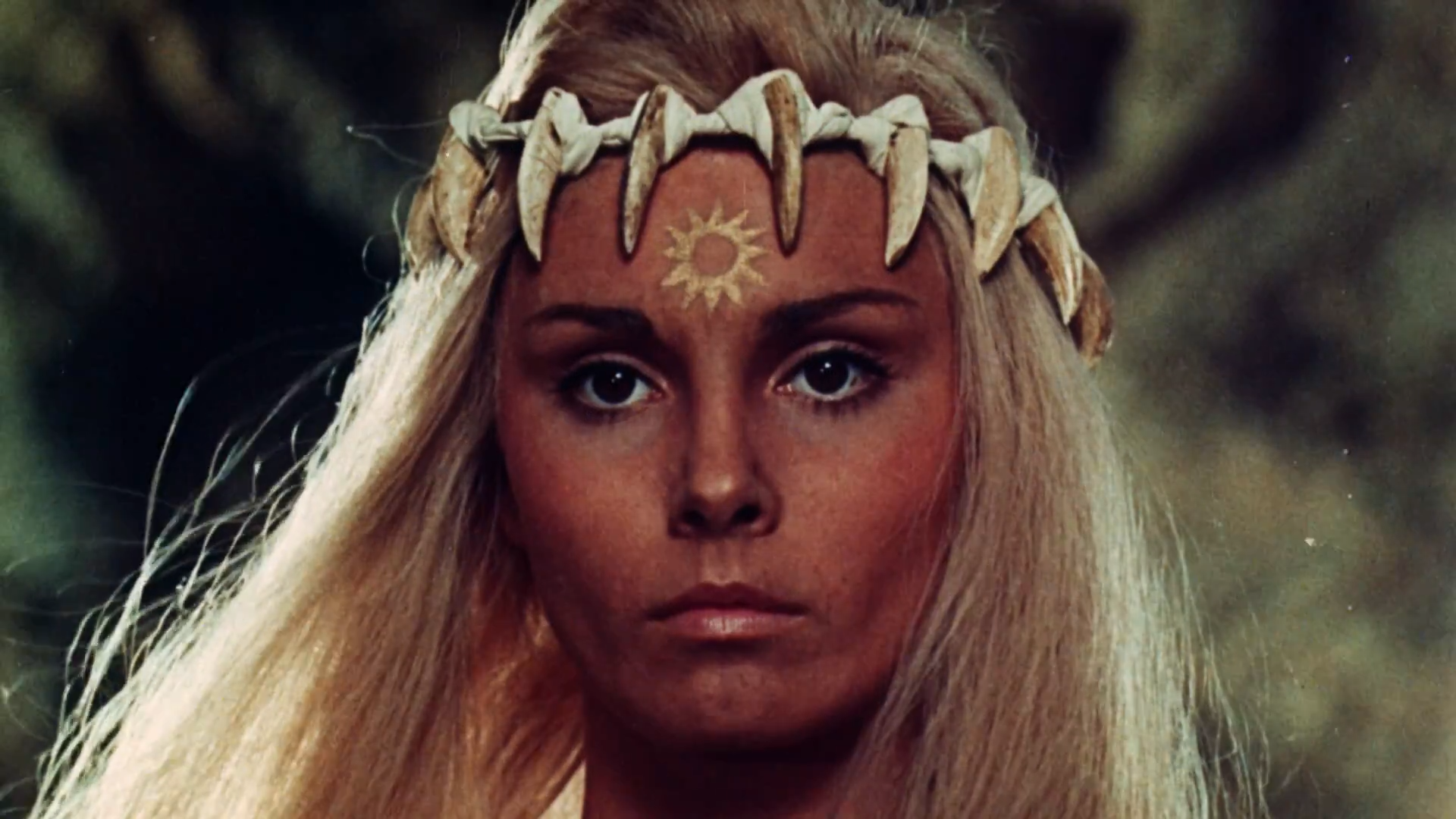

빅토리아 버트리(Victoria Vetri, 1944년 9월 26일 ~ )는 미국의 배우, 플레이메이트, 모델, 영화 배우이다. 샌프란시스코에서 태어났다.

## 영화
- 인베이젼 오브 더 비 걸스 (1973년)
- 공룡 백만년 (1970년)
- 로즈메리의 아기 (1968년) - 테리 지오노프리오 역
- 추카 (1967년) - 엘레나 차베스  역
- 태양의 왕 (1963년) - 익스주빈 역